# Římskokatolická farnost Koryčany
Římskokatolická farnost Koryčany je územní společenství římských katolíků v Koryčanech a okolí, s farním kostelem sv. Vavřince. 

## Území farnosti
Do farnosti náleží území těchto obcí:
- Jestřabice – filiální kostel sv. Anny
- Koryčany – farní kostel sv. Vavřince
- Stupava – filiální kostel sv. Klimenta

## Sakrální stavby
Blišice:

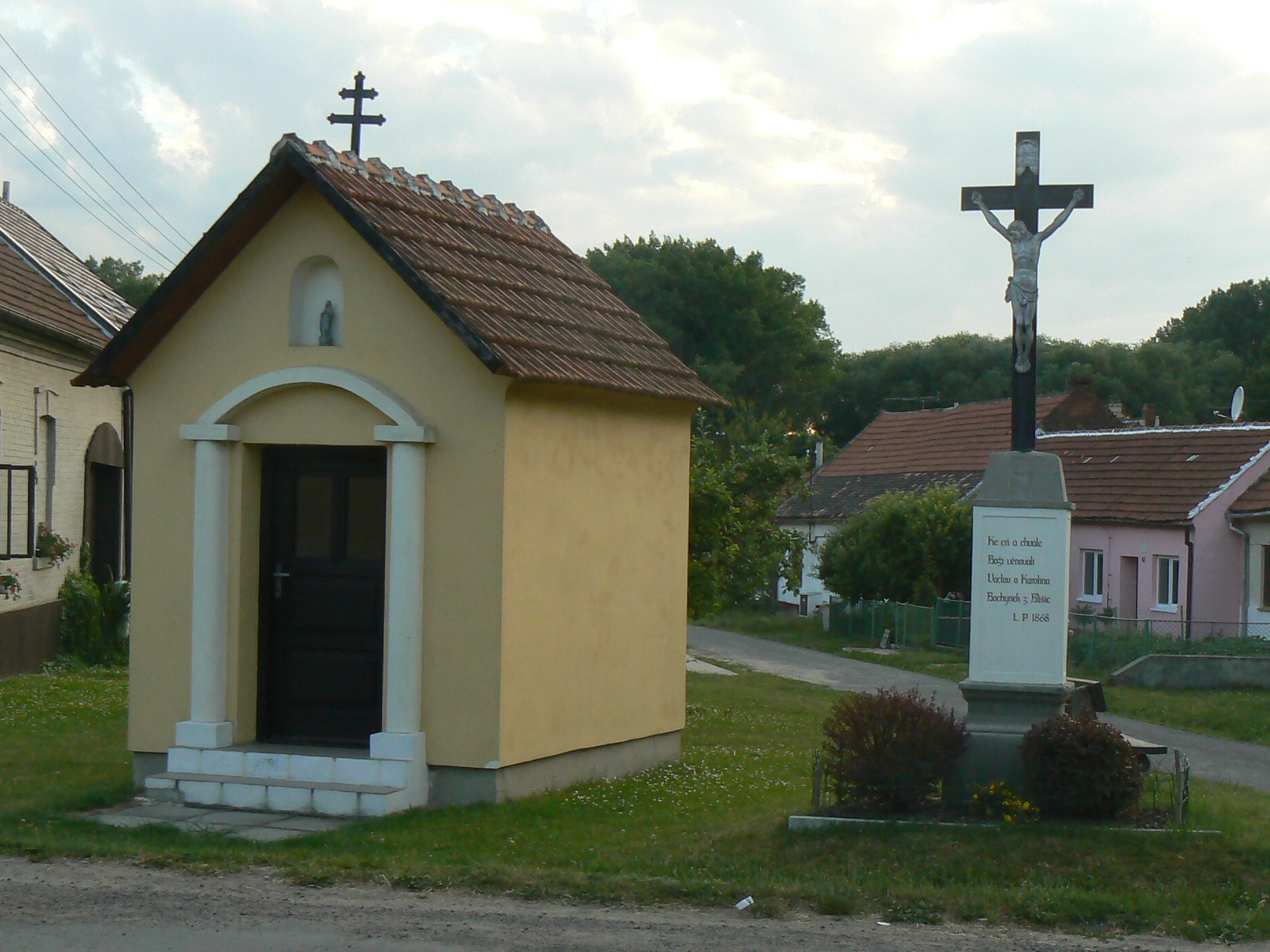
Kaple
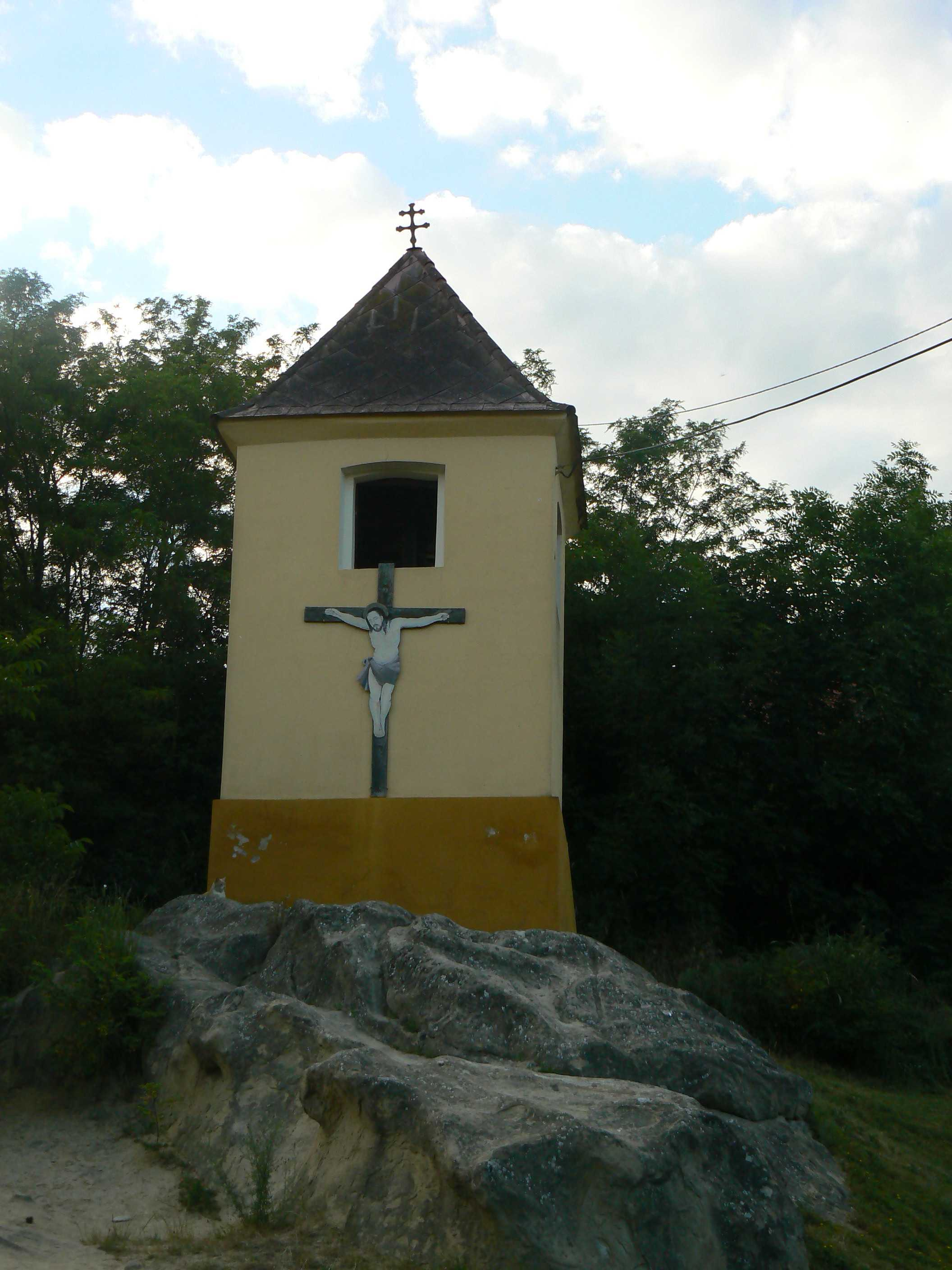
Zvonice

Koryčany:

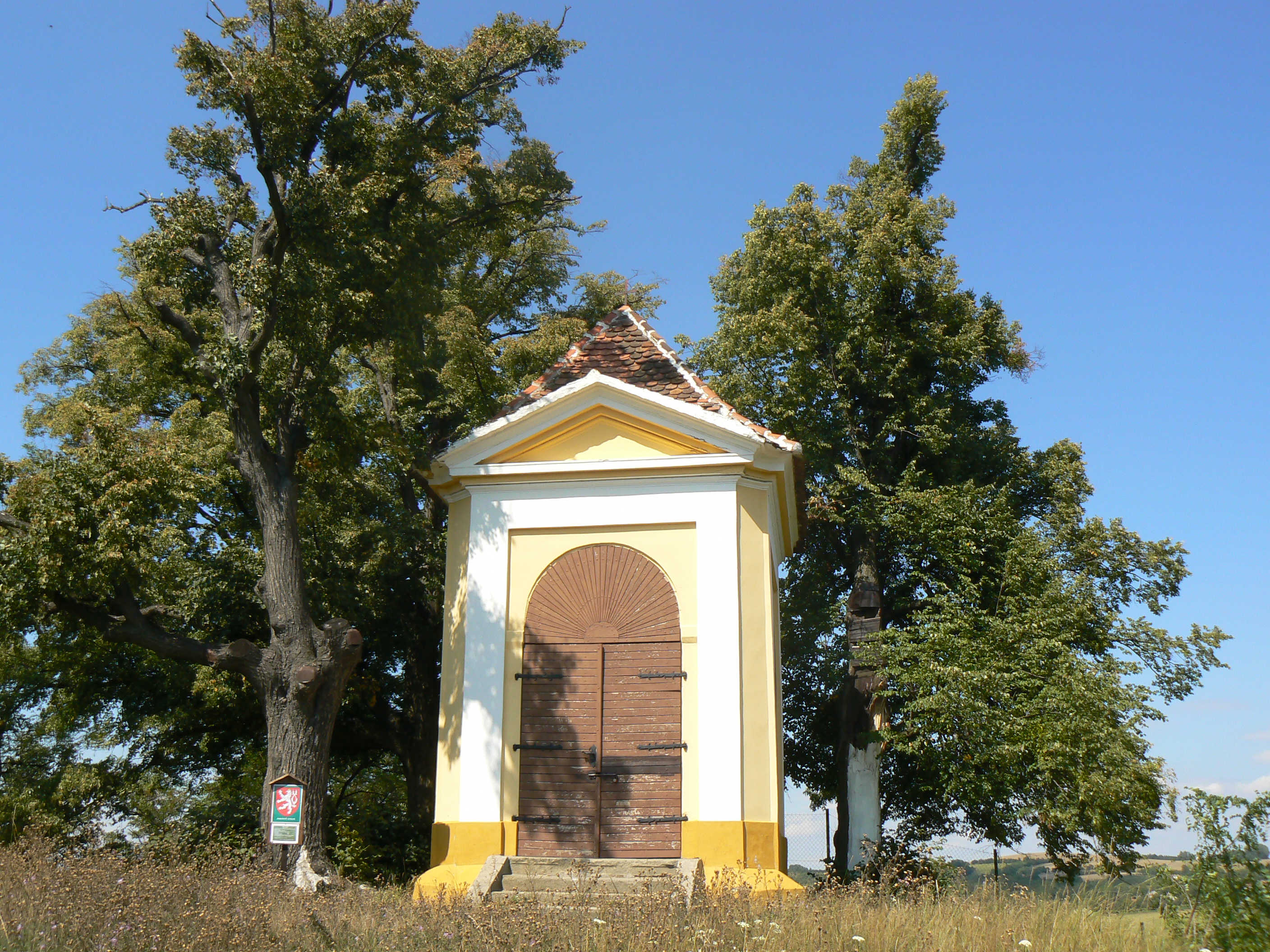
Kaple sv. Floriána
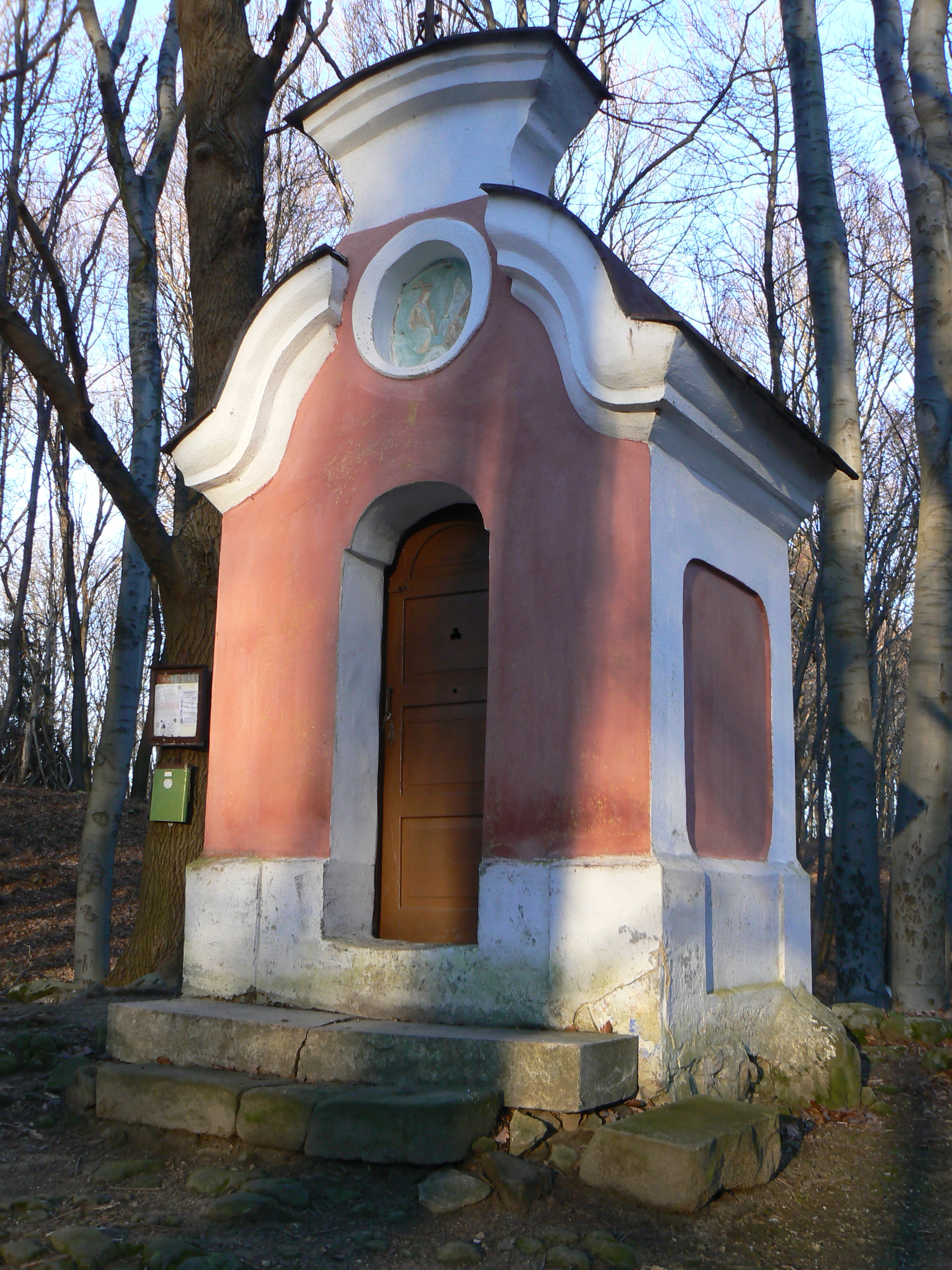
Koryčanská kaple

Jestřabice:

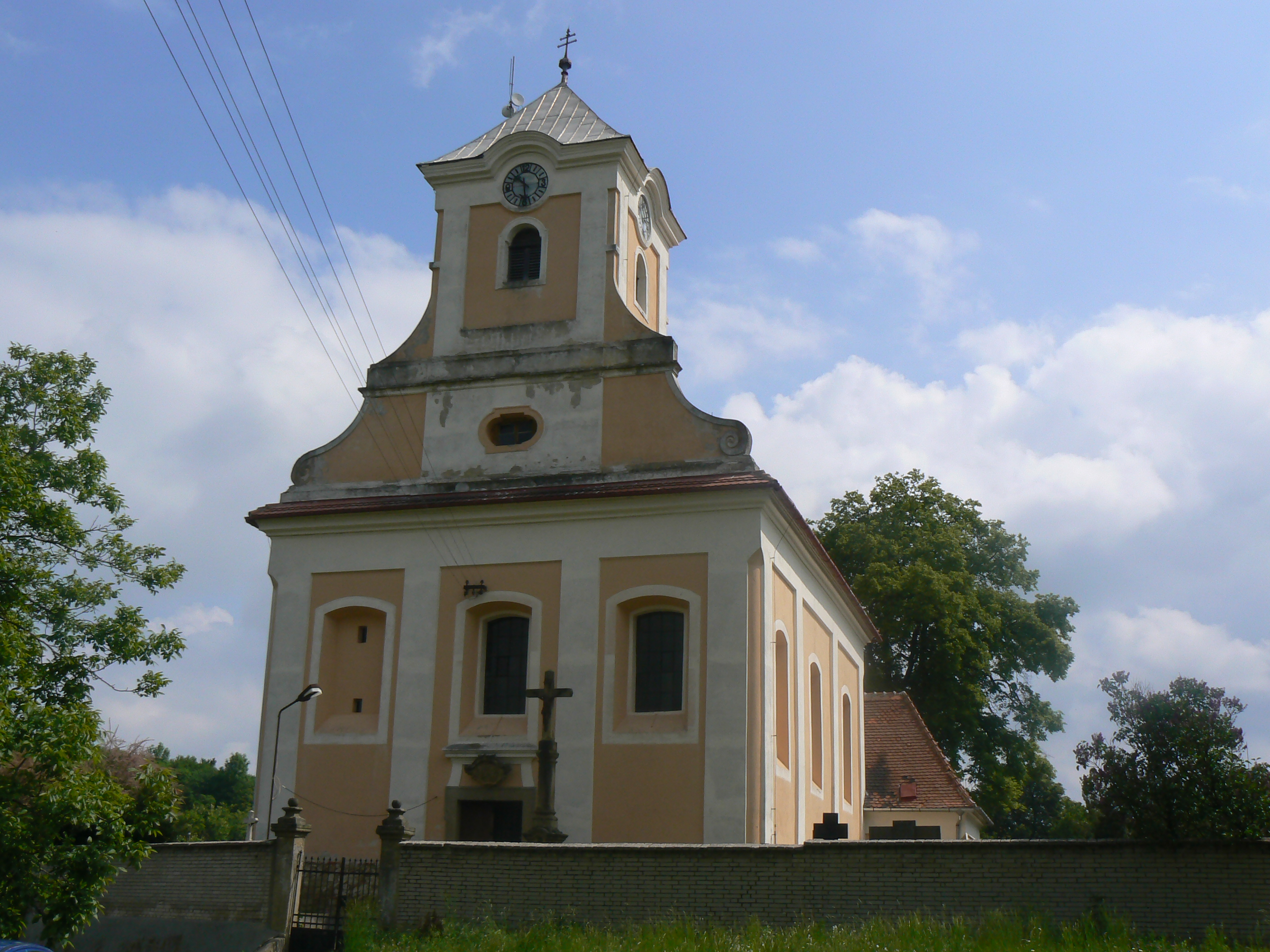
Kostel sv. Anny

Stupava:

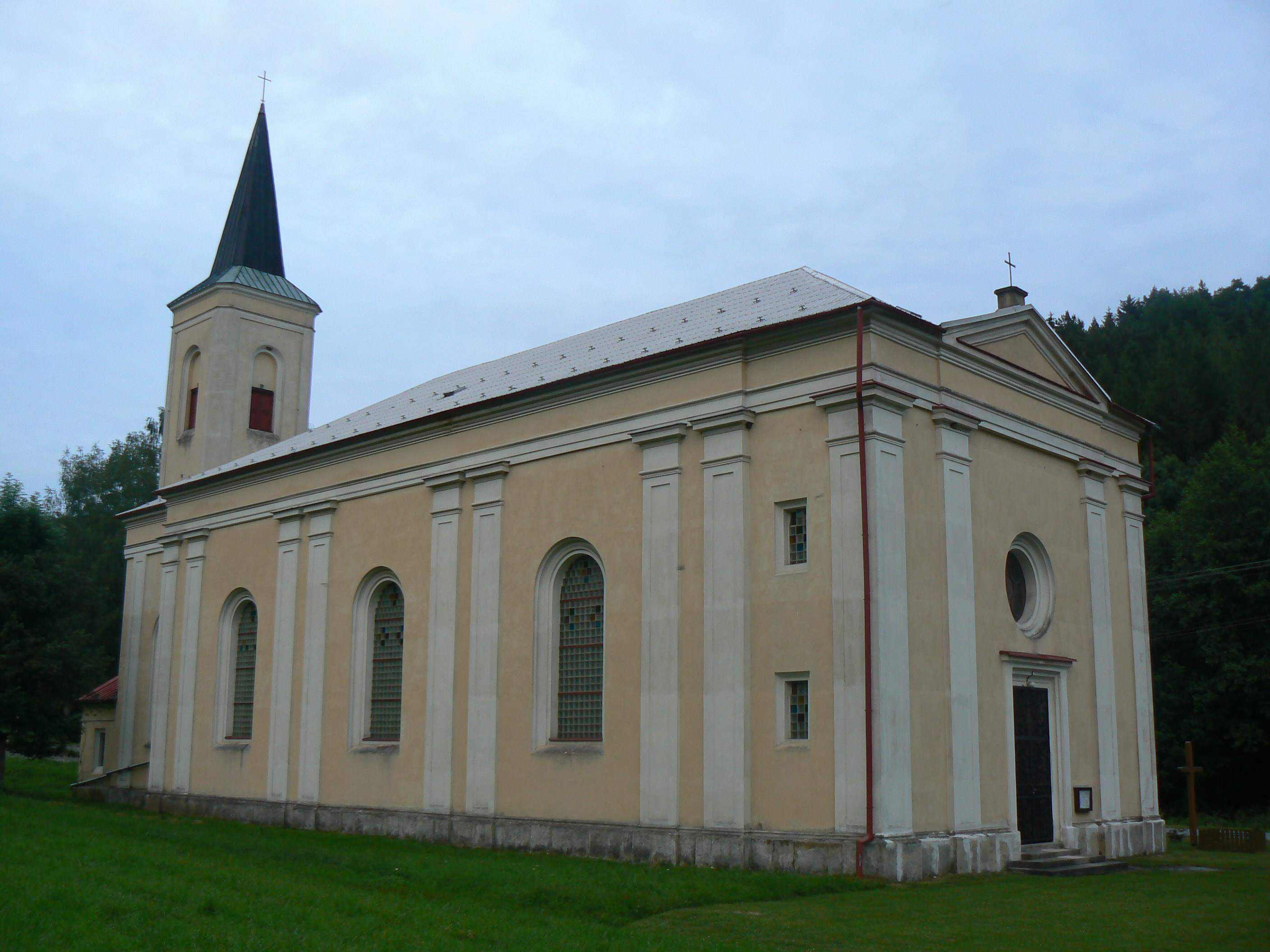
Kostel sv. Klimenta

## Duchovní správci
- Robert Stračka, kaplan (1890-1893), administrátor (1893-1942)
- Jan Tajmer (1942-1959)
- Stanislav Straňák (1959-1974)
- Alois Brázda (1974-1999)
- Petr Krajčovič (1999-2004)
- Ryszard Turko (2004-2006)
- Michal Šálek (2006-2007)
- František Bůžek (2007-2011)
- Jaroslav Štancl (2011-2012), administrátor excurrendo ze Střílek
- Vladimír Jesenský (2012-2025)
- Václav Škvařil (od roku 2025)[1]

Více zde: https://www.farnostkorycany.cz/historie/duchovni-sprava/

## Bohoslužby
| Kostel              | Místo    | Bohoslužba (den)             | Hodina                                                                          | Poznámka     |
| ------------------- | -------- | ---------------------------- | ------------------------------------------------------------------------------- | ------------ |
| kostel sv. Vavřince | Koryčany | neděle pondělí čtvrtek pátek | 8.00 18.00 (SEČ)/19.00 (SELČ) 18.00 (SEČ)/19.00 (SELČ) 17.00 (SEČ)/18.00 (SELČ) | farní kostel |